# AWAL
AWAL é uma empresa de distribuição, com sede em Londres, Inglaterra. Adquirida pela  em dezembro de 2011. A empresa serve como uma alternativa para as gravadoras tradicionais, oferecendo estruturas semelhantes para artistas e selos independentes, sem se apropriar ou manter controle sobre o contéudo fornecido.

## Serviços
A AWAL possui como principal serviço a distribuição de música através dos meios digitais, no entanto também inclui marketing, análise de dados e licenciamento de sincronização para rádios e mídias de massa. No entanto para o fornecimento de serviços além dos fornecidos de distribuição a empresa segue um critério tendo em vista os resultados que o artista tem produzido.

## História
Em dezembro de 2011, o AWAL foi adquirido pelo Kobalt Music Group e operado como braço de distribuição de música digital da empresa. A AWAL foi fundada originalmente em 1997 pelos produtores de discos Kevin Bacon e Jonathan Quarmby.
Em janeiro de 2018, Lonny Olinick foi nomeado CEO da divisão de gravação da Kobalt. Em março de 2018, a Kobalt anunciou que estava investindo US $150 milhões na AWAL e que todos os negócios de gravação da Kobalt seriam combinados sob a marca AWAL. A AWAL adquiriu a In2une Music em junho de 2018, que oferece promoção de rádio em vários formatos para gravadoras e artistas independentes. A empresa também anunciou uma parceria estratégica com a gravadora independente Glassnote Records, em novembro de 2018. Outros anúncios notáveis da empresa incluem artistas como You Me At Six, Austin Burke, deadmau5, Little Simz, The Night Cafe, Kevin Garrett, Gabrielle Aplin, Gus Dapperton, e Ella Vos .
A AWAL possui escritórios em Londres, Nova York, Los Angeles, Atlanta, Berlim, Hong Kong, Miami, Nashville, Estocolmo, Sydney. Em dezembro de 2018, a AWAL anunciou a abertura de um escritório em Toronto.

## Modelo de negócio
Os artistas do AWAL mantêm seus direitos musicais e criativos, ao contrário da gravadora tradicional.
Em novembro de 2018, a Billboard escreveu um artigo intitulado "A Kobalt pode quebrar o jogo das gravadoras com a AWAL?", Descrevendo a abordagem da empresa e o modo dela pagar seus provedores de conteúdo em até 80% da receita de streaming.

### Tecnologia
Em março de 2017, a empresa lançou seu aplicativo de análise musical, projetado para coletar e exibir dados coletados do Spotify e no Apple Music.

### Casos de sucesso
AWAL trabalha com artistas em ascensão e consagrados, como Lauv, conhecido por seu hit "I Like Me Better".

## Artistas
- Betty Who
- Kim Petras
- Neneh Cherry
- Bladee
- deadmau5
- Rex Orange County
- Gabrielle Aplin
- Die Antwoord
- Kira Kosarin
- Lauv
- Lil Peep
- Lauren Jauregui
- Lisa Heller
- Jesse McCartney
- Moby
- Nick Cave and the Bad Seeds[20]
- Now United
- Todd Terje
- Thom Yorke[21]
- Tom Misch
- Bruno Major
- R3HAB
- Laura Marling
- VÉRITÉ
- The Wombats
- The Night Café
- De La Soul
- The Kooks
- Claudia Alende
- Frank Carter & The Rattlesnakes
- Madison Beer
- Little Simz
- Wesley Ignacio
- You Me At Six
- Naked Eyes
- girl in red

## Gravadoras
- Registros Glassnote[22]
- Mau5trap
- Good Soldier Songs
- First Access Entretenimento
- Registros B-exclusivos[23]
- Registros SideOneDummy[24]
- Attunement Records